# الدوري السلوفيني لكرة القدم 1972–73
الدوري السلوفيني لكرة القدم 1972–73 هو موسم من الدوري السلوفيني لكرة القدم ‏. فاز فيه NK Železničar Maribor ‏.